# باري أرديرن
باري أرديرن هو لاعب كرة القدم الكندية كندي، ولد في 12 مايو 1946 في أوتاوا في كندا.